# Symplocos coriacea
Symplocos coriacea là một loài thực vật có hoa trong họ Dung. Loài này được A. DC. miêu tả khoa học đầu tiên năm 1844.